# 宋家岗站
宋家岗站位于中华人民共和国湖北省武汉市黄陂区，是武汉地铁2号线的地铁车站。規劃時稱“佳海工业园站”。

## 车站结构

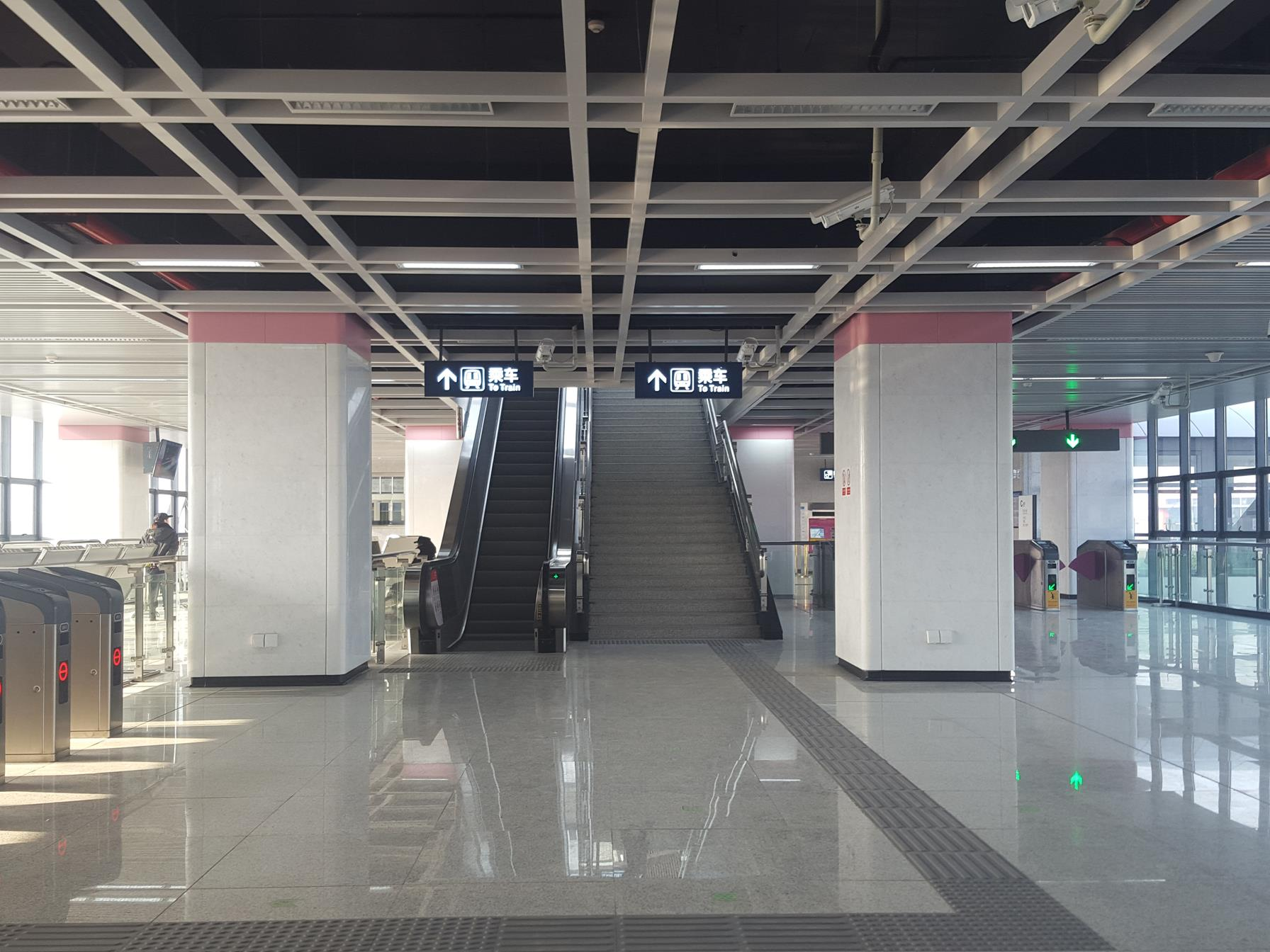
站廳層

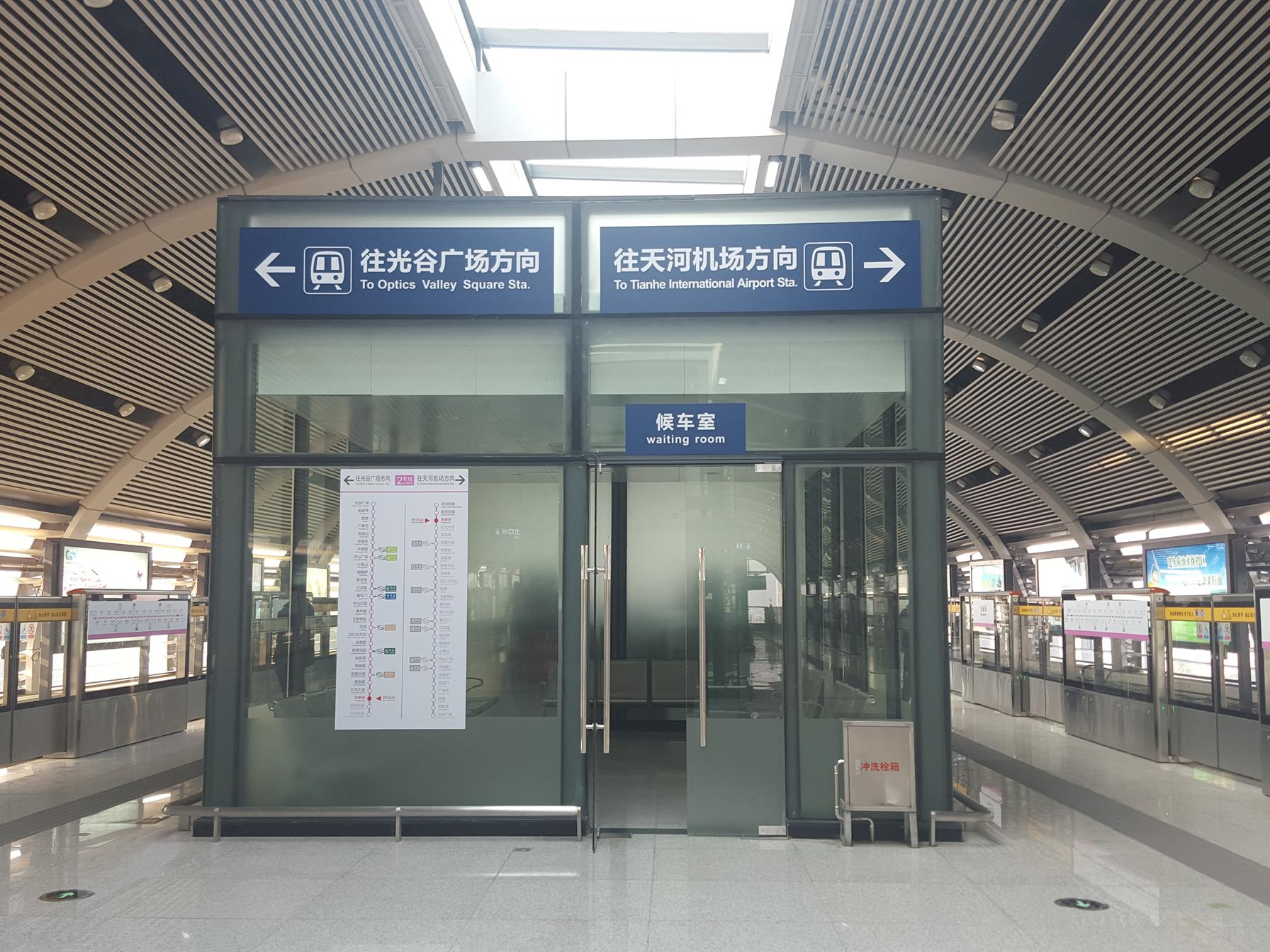
站台層的空調候車室

车站位于宋岗二路和巨龙大道交汇处，沿巨龙大道布置。该站是地铁2号线仅有的两个高架车站之一，并且采用中间宽、两端窄的“鱼腹式”设计，站台还取消了设备用房，增加了有效使用面积，让站台空间利用率更高。同时，车站的站台上还设置了两个面积约40平方米的玻璃空调候车室，可为乘客特别是老幼病残孕等特殊人群提供更好的候车环境。每个空调候车室均由玻璃围成，面积有40平方米，若按每人占用0.8平方米的面积来算，一个候车室可同时容纳50人。

### 楼层分布
| 地上三层 | 侧式站台，右侧开门 | 侧式站台，右侧开门                             | 侧式站台，右侧开门 | 侧式站台，右侧开门 |
|          |                    | █ 2号线 往天河机场（航空总部）                 |                    |                    |
|          |                    | █ 2号线 往佛祖岭（巨龙大道）                   |                    |                    |
|          | 侧式站台，右侧开门 |                                                |                    |                    |
| 地上二层 | 站厅               | 售票机、客服中心、武漢通充值、洗手间、聯外天橋 |                    |                    |
| 地面     |                    | 出入口                                         |                    |                    |

### 車站出口
|                                                 |      |                                             |
| 出口編號                                        | 設施 | 建議前往的目的地                            |
| A                                               |      | 巨龍大道 華虹．領航城                       |
| B                                               |      | 巨龍大道 盤龍汽車城                         |
| C                                               |      | 巨龍大道 宋崗二路、佳園路、黃陂一中盤龍校區 |
| 注： 設有升降機 \| 設有輪椅升降台 \| 設有洗手間 |      |                                             |

## 鄰近地點
华虹领航城

### 内部链接
- 武汉地铁车站列表